# Nokia N8
Il Nokia N8-00 o semplicemente N8, è uno smartphone prodotto da Nokia la cui uscita sul mercato italiano è avvenuta a fine settembre 2010 ad un prezzo lancio di € 549,00. Il prezzo di vendita era stato fissato da molte grandi catene di elettronica a € 499,00.
È il primo smartphone Nokia ad utilizzare il sistema operativo open source Symbian^3 prodotto della Symbian OS che poi è stato aggiornato a Symbian Anna sempre della Symbian OS e poi a Symbian Belle. Ha un display multi-touch capacitivo da 3,5" con risoluzione 640 × 360. È dotato di fotocamera con sensore da 12 megapixel, 1/1.83″, flash allo xenon e ottica Carl Zeiss. Registra filmati con risoluzione 720p con flusso audio stereo grazie ai due microfoni incorporati nel dispositivo.
Presenta un'uscita video HDMI che supporta l'audio Dolby Digital Plus ed è dotato di interfaccia USB che permette il collegamento tra lo smartphone e archivi di massa USB per il trasferimento dati. Supporta l'interazione con periferiche di input come mouse e tastiera tramite connessione Bluetooth.

## Storia
Il precedente telefono di punta della Nseries è stato l'N97 il cui touch-screen è stato criticato per i suoi problemi legati ai firmware iniziali. Anssi Vanjoki, Vice Presidente Esecutivo di Mercato della Nokia, ha affermato in un'intervista che il controllo della qualità software è stato migliorato rispetto all'N97.
Il Nokia N8 è stato il primo dispositivo con Symbian^3, uscito nel settembre 2010. Il precedente telefono Nokia concentrato sulla fotografia è stato l'N86 8MP, il quale aveva un sensore da 8 Megapixel ed era uscito sul mercato a giugno 2009.
L'N8 è il secondo telefono della Nokia con schermo capacitivo, dopo l'X6, ma il primo con input multi-touch. Inoltre è il primo telefono a montare un sensore molto più "largo" rispetto ai suoi predecessori, di ben 12MP. L'N8 è anche il primo cellulare Nokia ad avere la batteria integrata nella scocca e non facilmente intercambiabile dall'utente.

## Sistema operativo
Il Nokia N8 è stato il primo dispositivo con Symbian^3. Nokia ha deciso di rendere il proprio sistema operativo open source creando la Symbian Foundation con lo scopo di rendere il proprio sistema operativo più competitivo e più stabile. Tra le novità introdotte da questo release di Symbian vi sono il supporto al multi-touch, l'accelerazione grafica, il single-tap ovunque, home-screen con 3 pagine, supporto per uscita audio/video HD, USB On-The-Go, supporto per le librerie Qt.

## Aggiornamenti Software
Il 7 febbraio 2011 il Nokia N8, come tutti gli Smartphone Nokia che montano Symbian^3, è stato aggiornato alla versione 013.016 (PR 1.1).
Il giorno 22/03/2011 Nokia ha reso inoltre disponibile il secondo aggiornamento firmware per questo dispositivo e tutti i symbian^3 intitolato PR 1.2 e dalla numerazione 014.002.
Verso la fine di agosto 2011 riceve il sistema operativo denominato Symbian Anna (PR 2.0 numerazione 22.14 e successivo aggiornamento 25.7); nel febbraio 2012, in Europa e in altre parti del mondo, avviene il passaggio al sistema operativo, denominato Nokia Belle (PR 3.0 numerazione 111.30).
Nell'agosto 2012 il sistema operativo è stato aggiornato alla versione denominata "Nokia Belle Refresh" (111.040).

## Design
- Dimensioni: 113,5 × 59,12 × 12,9 mm
- Massa (con batteria): 135 g
- Volume: 86 cm³

## Tasti e metodi di input
- Tasti fisici (tasto Menu, tasto di accensione, il tasto di blocco, tasti volume, tasto della fotocamera)
- Supporto tocco per l'input di testo e di controllo di interfaccia utente
- On-screen tastiera alfanumerica e tastiera completa
- Fotocamera con tasti dedicati per il volume
- Possibilità di utilizzare lo stilo capacitivo
- Riconoscimento della grafia per la lingua cinese

## Connettività
Il Nokia N8, oltre ad essere penta band, possiede:
- Bluetooth 3.0
- USB 2.0 ad alta velocità
- USB On-The-Go
- HDMI
- Connettore AV da 3,5 pollici
- Radio FM (con trasmettitore su frequenza FM)
- Wi-Fi

## Colori

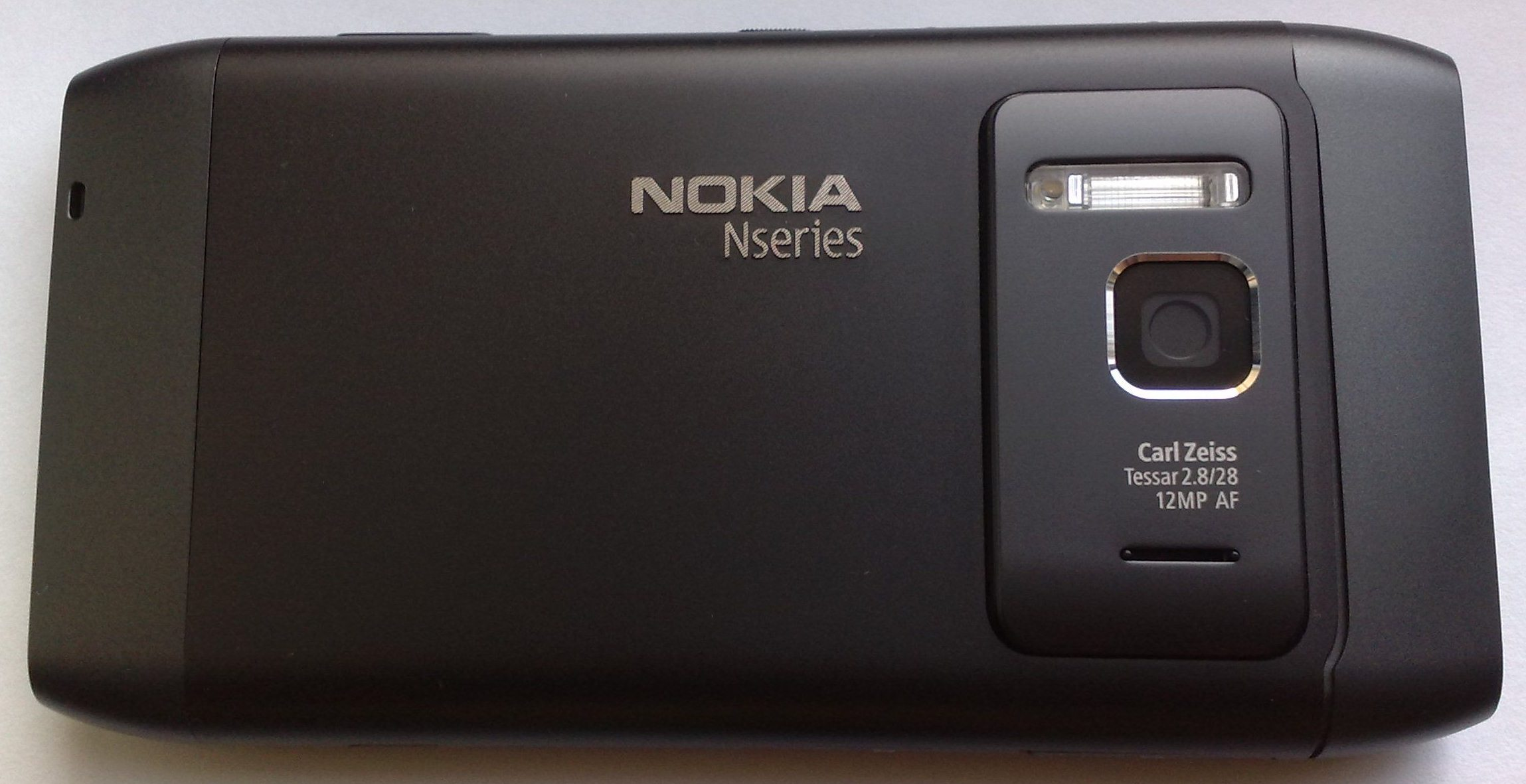

Telaio in alluminio anodizzato, disponibile in:

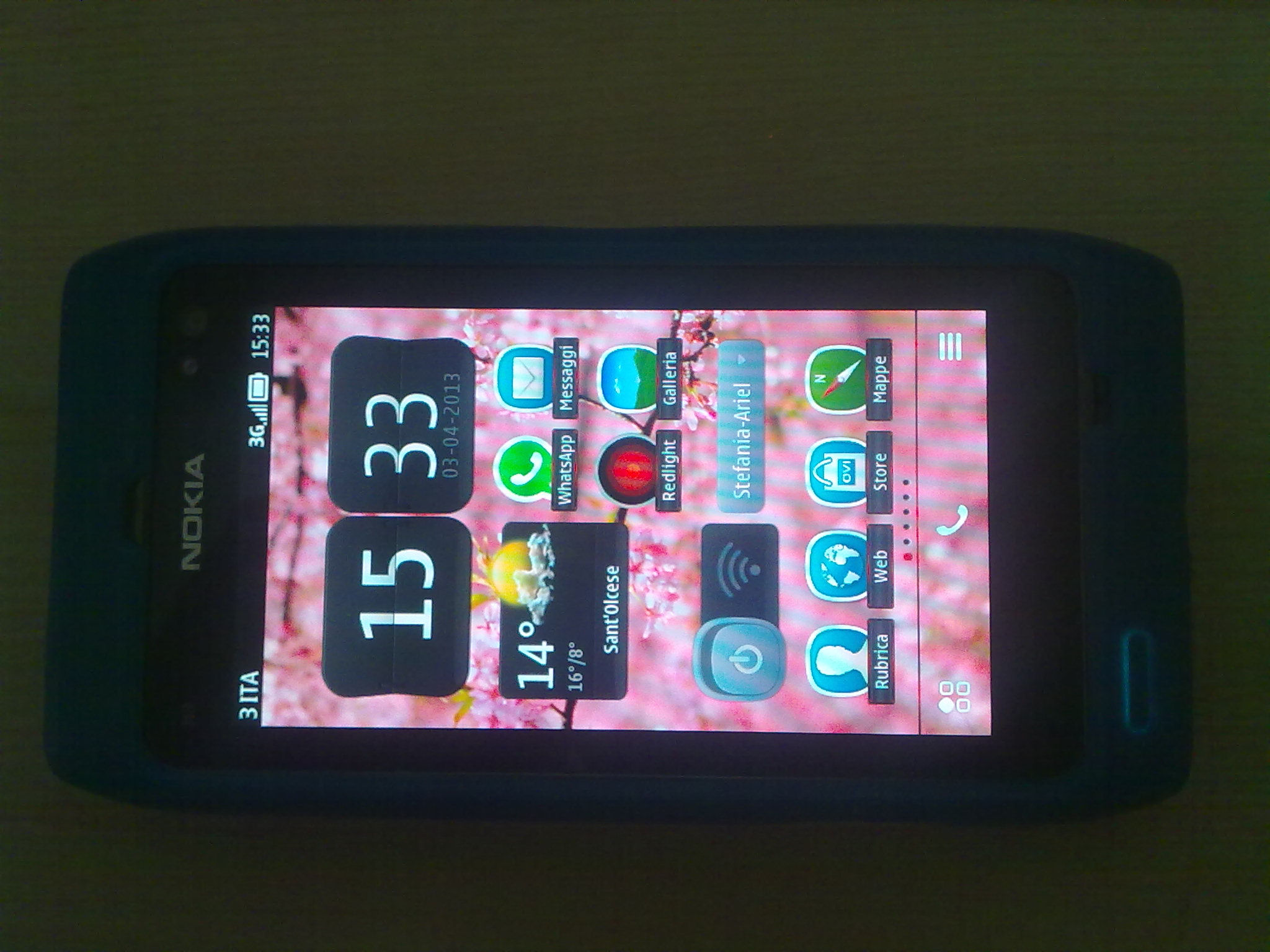
Nokia N8, homescreen Nokia Belle con cover CC-1005

- Silver white
- Dark grey
- Orange
- Green
- Blue
- Pink
- Bronze (solo in alcuni paesi)

### Display e interfaccia utente
- Dimensioni schermo: 3.5 "
- Risoluzione: 16:9 nHD (640 × 360 pixel) AMOLED
- 16,7 milioni di colori
- Touch screen multitouch capacitivo
- Sensore di orientamento (accelerometro)
- Bussola (Magnetometro)
- Sensore di prossimità
- Rilevatore di illuminazione ambientale